# 역형성 성상세포종
역형성 성상세포종(逆形成星狀細胞腫)은 교종의 일종으로 성상세포종의 WHO 3급 뇌종양이다.

## 증상
초기 증상은 대개 두통, 의식저하, 부분 신경학적 이상 또는 경련 등이 있다. 종양 발생부터 증상 발생까지의 사이 기간은 일반적으로 1.5 ~ 2년이지만 사람마다 다르다. 저등급 교종에 비해서 역형성 성상세포종 환자군의 경련 발생률은 상대적으로 낮다.
두통 및 구토 등이 없더라도 시야장애, 편마비 등이 생길 수 있다. 편마비의 경우 숨골 쪽 뇌간에 종양이 퍼진 경우가 있다. 이것은 여러 가지 질병과 혼동될 수 있다.

## 원인
대부분의 고등급 교종은 명확한 원인이 밝혀지지 않았으나, 일부 5% 미만의 환자에서는 유전적 소인이 있다. 대표적인 유전적 소인은 신경섬유종 제1형, 리프라우메니 증후군, 유전성 비용종증 대장암 그리고 결절성 경화증이 있다. 역형성 성상세포종은 비닐클로라이드에 노출이 되거나 고용량 방사선치료를 받는 경우와 연관이 있다.

## 치료
일반적인 1차 치료는 수술적 제거이다. 단, 일반적 수술만으로는 모두 제거하기 힘들다. 수술적 종양 제거 후 남은 부분은 방사선 및 항암으로 제거하는 것이 일반적이다.

## 예후
수술 후 생존중앙치료는 18개월에서 24개월 정도이며, 45세 이하 연령층이 65세 이상 연령층에 비해 훨씬 양호한 경과를 보인다.
초기 증상은 과도한 수면 및 무기력 등의 무력감이 1차적이다. 2차 증상은 시야의 결손 및 몸의 편마비 등이 있을 수 있다.